# Sender Solt
Der Sender Solt ist ein Mittelwellen-Sendemast in der ungarischen Stadt Solt, ca. 80 km südlich von Budapest. Der Sender strahlt auf der Frequenz 540 kHz das ungarische Rundfunkprogramm Kossuth Rádió aus und zählt mit einer Sendeleistung von 2 MW zu den weltweit größten Mittelwellen-Sendeanlagen. Das ausgestrahlte Programm kann in weiten Teilen von Europa, im Nahen Osten sowie abends auch im fernöstlichen Malaysia und in Teilen von Nordafrika empfangen werden.
Die in den Jahren 1972 bis 1977 errichtete Großsendeanlage wird von der Magyar Posta betrieben und besitzt einen 303,6 m hohen selbststrahlenden Sendemast, dessen elektrisch aktiver Teil 298 m hoch ist. Zur Anlage gehört das ca. 400 m entfernte Sendehaus mit den Ausgangsstufen. Zwischen Sendehaus und Antennenmast verläuft als Reusenleitung die Antennenspeiseleitung. Das Areal rund um den Sendemast ist großräumig abgesperrt und nicht frei zugänglich.
Der Mittelwellensender steht seit dem Jahr 2013 als Industriedenkmal unter Denkmalschutz. Von Juli 2016 bis September 2016 war der Sender Solt mehrere Tage außer Betrieb, da die Planungen für einen volltransistorierten Sender mit 1,68 MW liefen. Dieser wird den Röhrensender mit 2 MW von 1977 ersetzen, bei dem bereits im Jahr 1988 die dynamische Amplitudenmodulation zur Stromkosteneinsparung eingebaut wurde. Diese Arbeit wurde von der Schweizer Firma ABB durchgeführt. Die Modernisierung des Mittelwellensenders wird von der kanadischen Firma Nautel durchgeführt. Hierzu wird das Sendergebäude zwecks Luftkühlung der Sender umgebaut. Als Leistungsverstärker selbst kommen fünf 400 kW starke Anlagen zum Einsatz, welche zusammen mit den Richtkoppler im Sendesaal untergebracht sind.